# Nikolaus Stolz
Nikolaus Stolz (* 7. Dezember 1865 in Pleinfeld; † 9. September 1944 in Waging am See) war ein Politiker der Deutschen Demokratischen Partei (DDP).
Stolz wurde 1865 geboren. Er gehörte von 1919 bis 1920 dem Bayerischen Landtag an. Er war zunächst Dekorations-Malermeister und anschließend Lehrer für Kalkulation an der Städtischen Gewerbeschule in München. Er wurde zum Präsidenten des Süddeutschen Malermeisterverbands, zum stellvertretenden Vorsitzenden der Bayerischen Baugewerks-Berufsgenossenschaft sowie zum Vorstandsmitglied des Polytechnischen Vereins in Bayern gewählt. Stolz verstarb im Alter von 78 Jahren. Er war katholischen Glaubens.